# Освіта в Ботсвані
Середня освіта в Ботсвані не є вільною чи обов'язковою. У 2002 році валовий показник початкової реєстрації становив 103 відсотка, а чистий показник початкової реєстрації становив 81 відсоток. Валовий і чистий коефіцієнт реєстрації основані на кількості студентів офіційно зареєстрованих в початковій школі, отже, не обов'язково відображають фактичне відвідування школи. Останні статистики відвідування початкових шкіл не є перспективними для Ботсвани. У 2001 році 86 відсотків дітей, які почали навчатись в початковій школі досягали, ймовірно, п'ятого класу. У системі освіти Ботсвани дівчатка і хлопчики мають рівний доступ до освіти. Однак, дівчата швидше залишають середні школи у зв'язку з вагітністю.
Ботсвана досягла великих успіхів у розвитку освіти після здобуття незалежності в 1966 році. У той час було дуже мало випускників в країні, і дуже мало жителів Боствани навчалися в середній школі. Тільки після здобуття незалежності і збільшення державних доходів, які принесло відкриття родовищ алмазів, відбулось значне збільшення освітніх послуг в країні. Всім студентам була гарантована десятирічна базова освіта, що призводить до молодшого кваліфікаційного атестата. Приблизно половина населення відвідує ще два роки середню школу, що веде до отримання загальних сертифікатів освіти Ботсвани. Після закінчення школи, студенти можуть відвідувати один з шести технічних коледжів в країні, або взяти курси професійного навчання у викладанні або медсестринстві. Найкращі студенти поступають в університет Ботсвана, коледж сільського господарства у Ботсвані, і коледж бухгалтерії у Боствані в Габороні. Великий приплив студентів вищих навчальних закладів очікується після завершення будівництва другого національного університету, Ботсванського Міжнародного університету науки і технологій. Багато інших студентів в закінчують освіту в численних приватних вищих коледжах по всій країні. Освіта більшості цих студентів спонсорується урядом. Кількісні успіхи не завжди супроводжуються якісними. Початковим школам, як і раніше, не вистачає ресурсів, а робота вчителів не так добре оплачується, як їхніх колег у середніх школах.[джерело?] У січні 2006 року Ботсвана оголосила реінтродукцію навчання в школі після двох десятиліть безкоштовної державної освіти.